# Abderramán II
Abū l-Mutarraf ‘Abd ar-Rahmān ibn al-Hakam (en árabe: أبو المطرف عبد الرحمن بن الحكم), más conocido como Abderramán II (Toledo, octubre-noviembre de 792 - Córdoba, 22 de septiembre de 852), hijo y sucesor de Alhakén I, fue el cuarto emir omeya de Córdoba desde el 25 de mayo de 822 hasta su muerte.

## Vida

### Inicios de su reinado
Tenía treinta años cuando accedió al trono y, como su padre y su abuelo, tuvo que reprimir las pretensiones al trono de su tío Abd Allah. Se entregó a la tarea de reorganizar administrativamente Al-Ándalus. Intentó presentar una imagen de moderación ante los mozárabes y los musulmanes sometidos a la férula de la aristocracia árabe. Consciente del poder e influencia de los alfaquíes, ordenó derribar el mercado de vinos de Saqunda, cerca de la capital cordobesa, contrario a los preceptos del Corán. Luego, como concesión al populacho, crucificó al responsable de la política fiscal de su padre, un cristiano que las fuentes llaman Rabí.

### Yemeníes, muraditas y posterior fundador de Mursiyya
La paz restablecida en España por el emir Abuljatar, al sofocar la contienda entre los árabes beledíes y sirios en el siglo anterior, no fue duradera. Dicho emir, que comenzó su gobierno midiendo a todos por igual, se inclinó pronto por los yemeníes, en perjuicio de sus rivales los muradíes, dando lugar a que estallase de nuevo la guerra civil con tanto o mayor encarnizamiento que antes. Los primeros, es decir, los yemeníes, habían conquistado y fijado su asiento en el Yemen, la parte más floreciente de la Arabia meridional, muchos siglos antes de nuestra era, subyugando a la raza de origen incierto que habitaba dicho país. Los muradíes o caisíes eran descendientes de Ismael y habitaban el Hechaz, en la cual se hallan La Meca y Medina. Ambos pueblos o tribus constituyeron, por decirlo así, la primera materia del imperio musulmán.
Recién estrenado el emirato de Abderramán II, estalló una guerra en la Kora de Tudmir, en el sureste peninsular, entre los clanes de yemeníes y muradíes. La chispa saltó en Lorca, donde tuvo lugar el célebre combate de al-Musara. La guerra entre yemeníes y muradíes ya duraba siete años y la cora fue pacificada por el general omeya ibm Mu’awiya ibn Hisan, y se habla de 3000 rebeldes muertos, incluido su comandante el yemení Abu Samaj.
Las tropas de Abderramán destruyeron entonces la ciudad-refugio de los rebeldes, Eio, y el Emir decidió trasladar la capital de la cora desde Orihuela a una ciudad de nueva planta, Madina Mursiya, fundada el domingo 25 de junio de 825. Murcia se alzaba sobre una pequeña elevación a orillas del río Segura, al objeto de pacificar el territorio, potenciar el desarrollo y afianzar la autoridad emiral. El general Chabir fue el primer gobernador de Murcia.

### El esplendor andalusí
Abderramán II fomentó las ciencias, las artes, la agricultura y la industria. Durante su reinado se introdujo en al-Ándalus el sistema de numeración indo-árabe, llamada de posición, con base decimal. Inició, desde antes de ser proclamado emir, una biblioteca que llegó a ser numerosísima, para lo cual encargó a personas de alta cualificación que le trajeran de Oriente los ejemplares más interesantes y de mayor aportación al saber, comenzando de esta forma una buena colección de libros. Atrajo a Córdoba a los más ilustres sabios de su época y cultivó personalmente la poesía. Su brillante corte estuvo dominada por las figuras del músico Ziryab, el alfaquí Yahya (un religioso intolerante y ambicioso), la concubina Tarub (que deseaba conseguir el trono para su hijo Abdalá) y el eunuco Nasr (un muladí).
Abderramán II engrandeció y colmó de riquezas a la ciudad de Córdoba, superando a los emires anteriores en el esplendor de su corte. Según el Memorial de Eulogio:

En el año 850 (...), año vigésimo noveno del emirato de Abderramán. El pueblo de los árabes, engrandecido en riquezas y dignidad en tierras hispanas, se apoderó bajo una cruel tiranía de casi toda Iberia. En cuanto a Córdoba, llamada antaño Patricia y ahora nombrada ciudad regia tras su asentamiento, la llevó al más elevado encumbramiento, la ennobleció con honores, la engrandeció con su gloria, la colmó de riquezas y la embelleció con la afluencia de todas las delicias del mundo más allá de lo que es posible creer o decir, hasta el punto de sobrepasar, superar y vencer en toda pompa mundana a los reyes de su linaje que le precedieron; y mientras bajo su pesadísimo yugo la Iglesia... era arruinada hasta la extinción
Eulogio de Córdoba: Memorialis sanctorum; en: Aldana García (1998), p. 116.

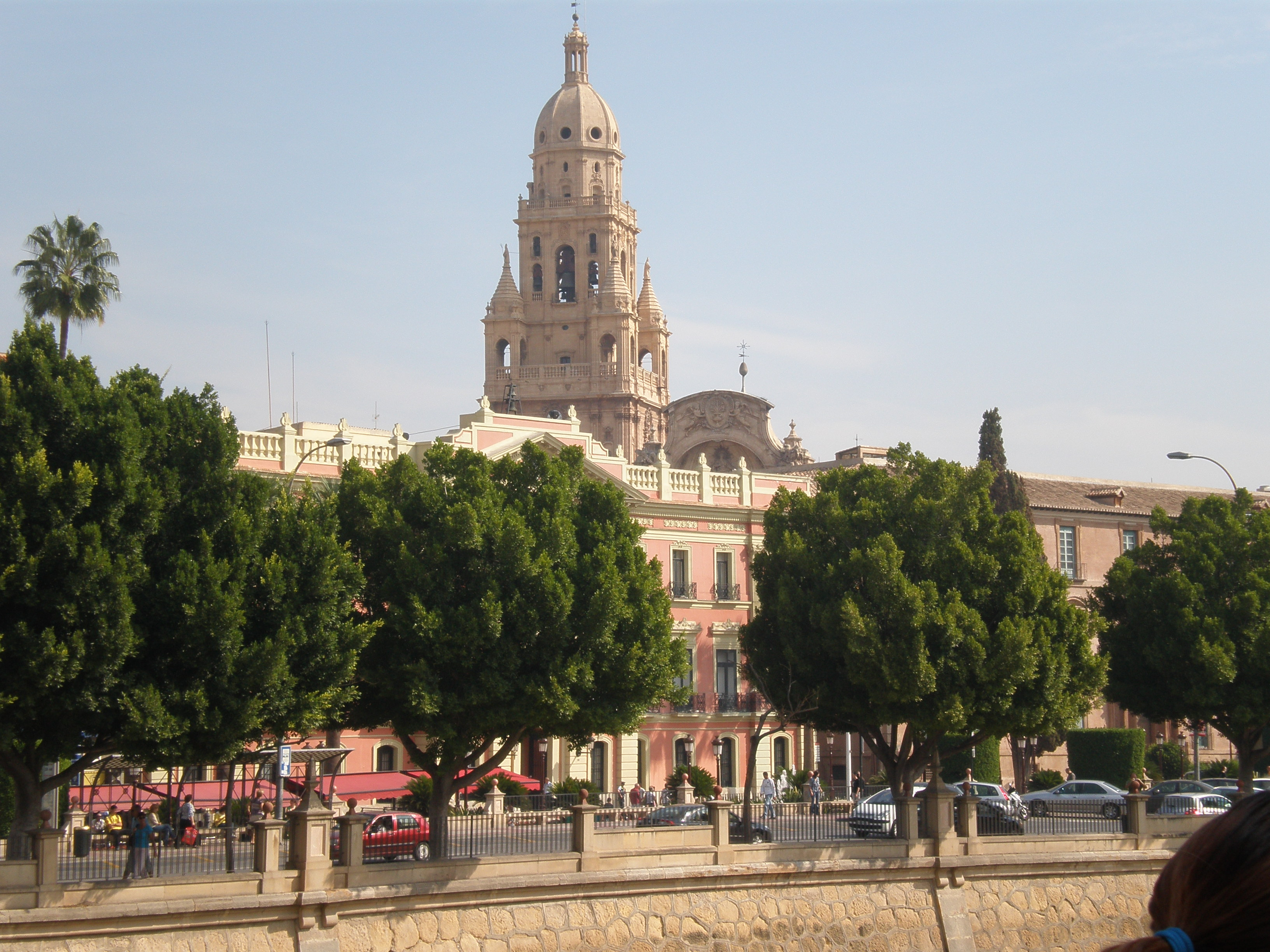
Abderramán II fue el fundador de la ciudad de Murcia.

Estas concisas noticias coinciden con las proporcionadas por Ibn Hayyan:

El emir Abderramán ibn Alhakén fue el primero de los califas marwaníes que dio lustre a la monarquía en Al-Ándalus, la revistió con la pompa de la majestad y le confirió carácter reverencial, eligiendo a los hombres para las funciones, haciendo visires a personas perfectamente capaces y nombrando alcaides a paladines probados; en sus días aparecieron excelentes visires y grandes alfaquíes y le vinieron muchos inmigrantes. Sostuvo correspondencia con soberanos de diversos países, erigió alcázares, hizo obras, construyó puentes, trajo agua dulce hasta su Alcázar desde las cimas de las montañas.
Ibn Hayyan (2001), p. 171

Aumentó considerablemente la tributación, e hizo que se llevara un mejor control de los ingresos. En sus días adquirieron gran volumen las tributaciones (yibayat) devengadas en Al-Ándalus, aumentaron los ingresos de renta inmobiliaria (haray) y se instituyeron registros en las chancillerías de las que dependían los impuestos correctos aplicados a la población del país, que vinieron a servir de referencia entre gobernantes y súbditos. La Descripción anónima de al-Ándalus dice de Abderramán II:

Fue el primer omeya que acuñó moneda en Córdoba, grabó los dírhemes con su nombre e instituyó una ceca, a cuyo cargo puso alamines. Desde la conquista hasta entonces los habitantes de al-Ándalus empleaban los dírhemes y dinares que traían de Oriente. Durante su reinado aumentó la recaudación de impuestos, se incrementaron las exacciones del jarach, se construyeron alcázares, ciudades y talleres; los reyes cristianos y de otros lugares se le sometieron.
Una descripción anónima de al-Andalus (1983), p. 149.

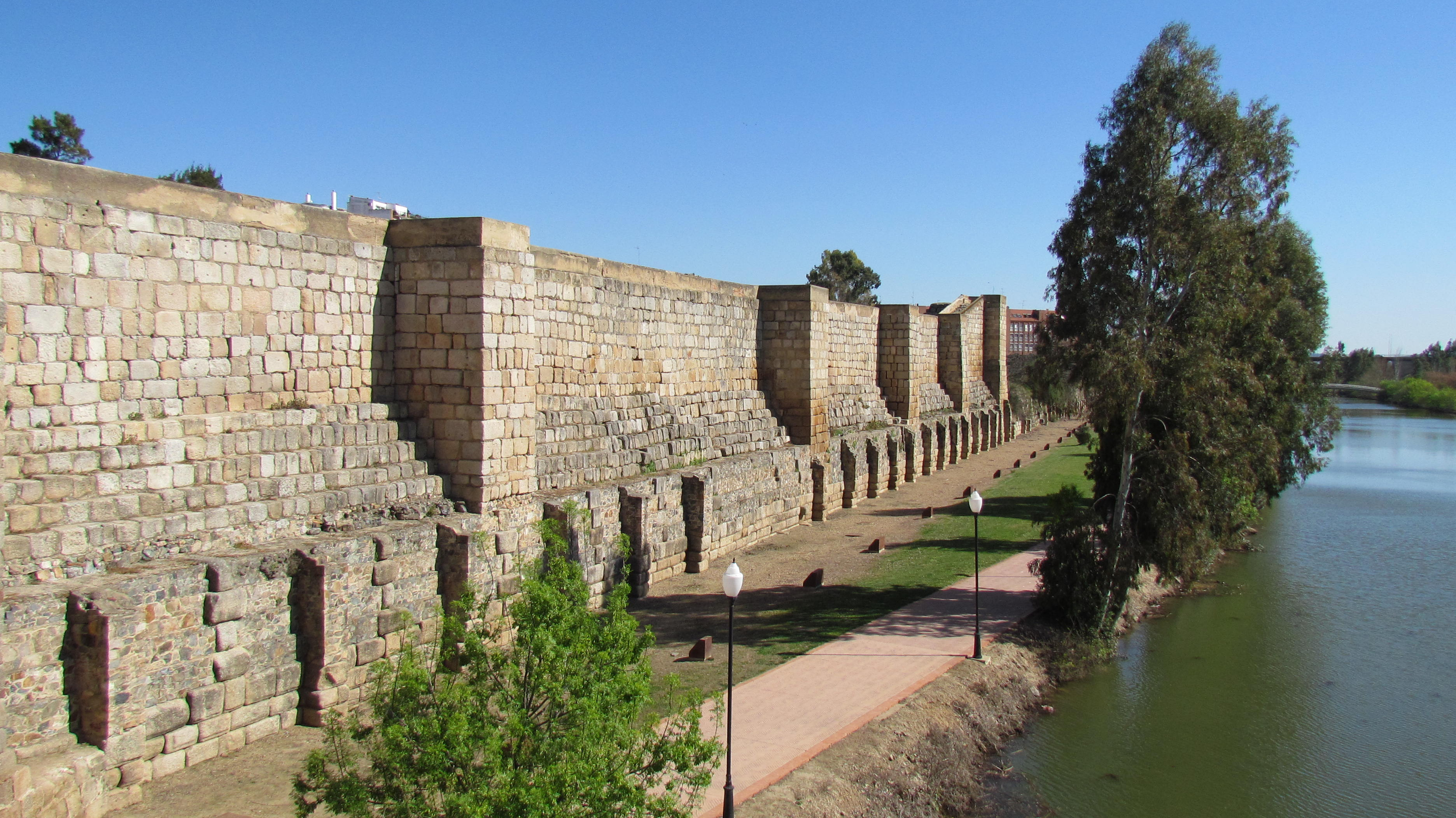
Alcazaba de Mérida, construida por Abd al-Rahman II.

La recaudación alcanzó el millón de dinares, pero el expolio infligido a las clases media y baja por el trabajo forzado se despilfarró con los lujos cortesanos y otras extravagancias. Construyó espléndidos edificios aprovechando los materiales de la época romana que expolió por doquier, con la intención de dar realce a su gobierno:

Fue el primero que hizo fastuosos edificios y cumplidos alcázares, utilizando avanzada maquinaria y
revolviendo todas las comarcas en busca de columnas, buscando todos los instrumentos de al-Andalus y
llevándolos a la residencia califal de Córdoba, de manera que toda famosa fábrica allí fue construcción y diseño suyo.
Ibn Hayyan (2001), p. 182.

Ordenó Abd al-Rahman la ampliación de la mezquita aljama de Córdoba, poniendo al frente de los trabajos a Nasr y a Masrur, eunucos principales, siendo supervisada la obra por Muhammad ibn Ziyad, cadí de Córdoba. También las esposas y concubinas de Abderramán construyeron mezquitas las cuales llevan sus nombres y son conocidas por ellos, como la mezquita de Tarub, la de Fahr, la de Achchifa, la de Mut'ah, y otras muchas similares, y rivalizaron en las buenas obras y en las limosnas en Córdoba y en su distrito. Abderramán se rodeó de sabios, alfaquíes, literatos y poetas áulicos, a los cuales agasajó con esplendidez, en especial a los alfaquíes y muftíes. A Ziryab, célebre músico a quien mandó venir de Bagdad, le hizo grandes concesiones y le asignó generosos emolumentos, pues recibió mensualmente doscientos dinares contantes, y su nombre venía en la nómina de pagos inmediatamente tras los visires. El emir hizo extensivas a sus hijos sucesivamente apetecibles asignaciones, dándoles salarios fijos y concesiones territoriales magníficas, para que no gravasen a su padre en sus emolumentos lo más mínimo, pagándose a cada uno de los tres, Ubaydallah, Ya'far y Yahya, veinte dinares mensuales, a más de las gratificaciones regulares.

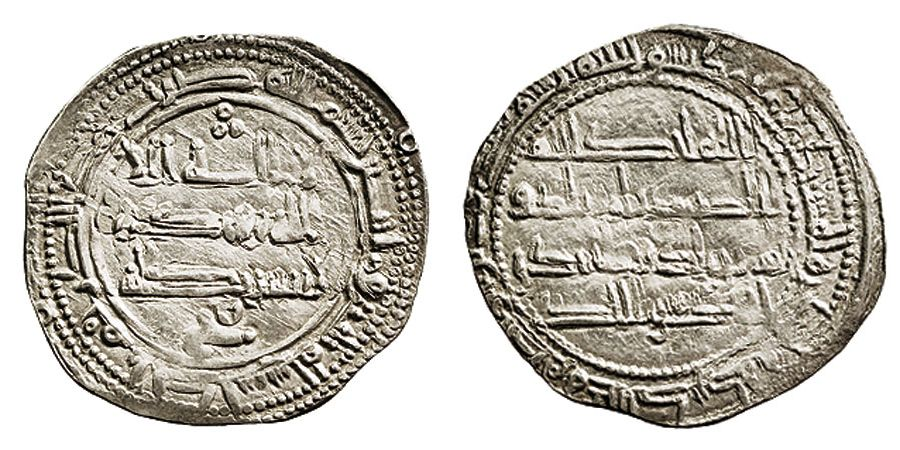
Dírham de plata acuñado durante el reinado de Abderramán II.

### Política exterior
Para poder mantener el lujoso tren de vida de su corte y reprimir el descontento provocado por el régimen despótico, el emir mantuvo la política militarista de su padre, aumentando el número de cuerpos armados extranjeros, leales tan solo a su persona, que no se mezclaban con la población. Asimismo se llevó a cabo una hábil labor de construcción de fortalezas (ribat) que darían origen a poblaciones como Calatrava (Qala'at ar-Ríbat).
Casi cada año tuvieron lugar aceifas contra los cristianos e incluso en alguno llegaron a desencadenarse tres. La mayoría se dirigió contra Álava y, especialmente, Galicia, que era la región del Reino de Asturias más vulnerable. Pese a ello, no faltaron tampoco los ataques contra Osona (Vich), Barcelona, Gerona e incluso Narbona en las expediciones de los años 828, 840 y 850.
En mayo de 843, Musa ibn Musa, jefe de la familia de los Banu Qasi, encabezó una insurrección en su contra, siendo ayudado en la misma por García I Íñiguez, rey de Pamplona, con el que estaba emparentado. Aplastada la sublevación, atacó las tierras de Pamplona, venciendo a García Íñiguez y Musa.
El 11 de noviembre de 844 preparó un contingente para enfrentarse a los vikingos que habían conquistado y saqueado Sevilla un mes antes. La batalla campal tuvo lugar en los terrenos de Tablada, con resultado catastrófico para los invasores, que sufrieron mil bajas; otros cuatrocientos fueron hechos prisioneros y ejecutados y unas treinta naves fueron destruidas, siendo los rehenes liberados. Con el tiempo, el reducido número de supervivientes se convirtió al islamismo instalándose como granjeros en la zona de Coria del Río, Carmona y Morón de la Frontera. Se dieron nuevas incursiones normandas en los años 859, 966 y 971, siendo este último frustrado y la flota vikinga totalmente aniquilada.

### Los mártires de Córdoba

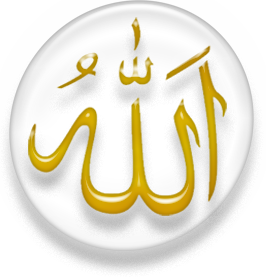
"Allah" (Dios) en caligrafía árabe.

Con respecto a la población hispana, seguía contemplando a sus amos musulmanes como déspotas invasores, sensación acentuada por motivos como la esquizofrenia derivada de la rapidez de las conversiones al islam, matrimonios mixtos, causas económicas como la nueva fiscalidad (la pérdida de base productiva), y la pérdida del poder de la religión cristiana ante los musulmanes. Las presiones para abandonar el latín y el romance en pro del árabe se les hicieron insoportables a este grupo reducido de seguidores de Eulogio de Córdoba. El problema mozárabe estalló nuevamente cuando, en el curso de una conversación, un presbítero cordobés llamado Perfecto declaró que Mahoma era un falso profeta, además de insultarlo. Perfecto fue llevado a presencia del cadí, condenado a muerte y decapitado el 18 de abril de 850 ante una turba enfervorizada. El cruento acontecimiento, aunque tenía varios precedentes, produjo en esta ocasión toda una reacción en cadena en el hastiado pueblo mozárabe: el célebre episodio de los Mártires de Córdoba, en el que 48 destacados cristianos desafiaron deliberadamente las leyes contra la blasfemia, la apostasía y el proselitismo cristiano, sabiendo que les esperaba la muerte. A pesar de ello, las presiones y la cruel persecución en este período provocaron numerosas conversiones al islam.
Poco antes de morir en 852, Abderramán logró que un concilio de obispos mozárabes, presidido por el metropolitano Recafredo de Sevilla, prohibiera desde los púlpitos que sus fieles realizaran actos similares en el futuro, sin condenar la conducta de los mártires que habían desafiado al poder islámico. Al no repudiar formalmente tales actos, siguieron produciéndose martirios durante algunos años, hasta que en 859 se extinguió el movimiento.

## Semblanza del emir
Ibn Idhari nos dejó este retrato de Abderramán II:

...era  muy moreno y de nariz aguileña. Tenía los ojos grandes y negros y marcadas ojeras. Era alto y corpulento y tenía muy acentuado el surco nasogeniano del labio superior, donde se separan los bigotes. Su barba era muy larga, y mucho uso del henné y del ketem.

Ramón Menéndez Pidal dice de él:

...Este príncipe, si exceptuamos a su descendiente al-Hakam II, fue desde luego el más culto de todos los emires hispano-omeyas. Fue muy dado a la literatura, a la filosofía, a las ciencias, a la música y, sobre todo, a la poesía, pues tenía gran facilidad para componer versos. Sentía interés por las ciencias ocultas, la astrología y la interpretación de sueños. Escribió un libro titulado Anales de al-Andalus. Después de consolidar su poder, se dedicó a sus placeres sin freno alguno.

## Familia e hijos
El emir Abderramán era perdidamente mujeriego, y nunca tomaba a ninguna que no fuese virgen aunque superase en hermosura y excelencia a las mujeres de su época, siendo excesivos su gusto, inclinación y entrega a ellas, así como el número en que las tuvo y la pasión de que las hizo objeto. Tenía varias favoritas entre sus concubinas, las cuales dominaron su corazón y conquistaron su pasión. De entre todas ellas, fue a parar su amor a la llamada Tarub, madre de su hijo Abdallah.
Para tenerlas contentas, les hizo espléndidos regalos. A su concubina al-Shifá (Salud) le regaló un valiosísimo collar de perlas llamado el Dragón, antaño propiedad de Zobeida, la esposa de Harún al-Rashid, que había comprado por diez mil dinares, cosa que pareció excesiva a uno de sus visires más allegados.
La casi proverbial capacidad amatoria de Abderramán II tuvo como resultado una amplia prole, que las fuentes cifran con admiración en la extraordinaria cantidad de 87 hijos, 45 de ellos varones. Le sucedió Mohamed I.